# Audition humaine
Pour les articles homonymes, voir Audition.
L'audition humaine est la capacité des êtres humains à entendre et interpréter les sons. On peut étudier l'audition du point de vue de la physiologie, et on s'intéressera alors au fonctionnement de l'oreille, externe et interne, qui est l'organe le plus impliqué dans l'ouïe.
Du point de vue médical, on s'intéresse aux défauts de l'audition dont peuvent se plaindre des patients. Pour détecter ces problèmes par des examens précoces, on définit une audition normale. Les écarts vont de la presbyacousie, une diminution de l'acuité auditive normale lors du vieillissement, à la surdité ; tandis que d'autres patients souffrent d'acouphènes. On recherche les causes, infectieuses, traumatiques ou environnementales, de ces déficiences. La psychoacoustique est la branche de la psychologie et des neurosciences qui étudie la perception des sons, qui inclut la transformation des sons en influx nerveux, leur traitement par des neurones spécialisés, leur comparaison avec des traces mémorielles, et leur association à un sens. Elle recherche les limites de cette perception, ainsi que ses modes d'action.

## Physiologie de l'audition

### Mécanisme simplifié du rôle de l'oreille
Transmission aérienne de l'onde sonoreLes sons captés par le pavillon auriculaire pénètrent dans le conduit auditif externe. Ces ondes mettent en vibration le tympan (énergie mécanique) dans l’oreille moyenne. Les osselets (marteau, enclume, étrier) transmettent cette énergie et adaptent son impédance acoustique, pour éviter la perte d'énergie liée au passage du milieu aérien au milieu liquidien. L’étrier est en contact avec la fenêtre ovale, point d'entrée dans l’oreille interne.
Transmission liquidienne de l'onde sonoreL’onde ainsi créée met en vibration la membrane basilaire se trouvant dans la cochlée. Cette membrane va permettre une première analyse du son notamment en fréquence (tonotopie). La partie basse de la cochlée va traiter les sons aigus et la partie haute (apex) va coder pour les graves.
Transduction électriqueIl existe deux systèmes de cellules sensorielles dans la cochlée :
- les cellules ciliées internes transmettent le son vers les voies centrales ;
- les cellules ciliées externes, les plus nombreuses, reçoivent les voies efférentes du cerveau et vont agir en préamplificateur du son pour une adaptation en temps réel de l’audition. Ce système permet de comprendre la parole dans le bruit.

Les impulsions électriques partent sur le nerf auditif et sont analysées dans l'aire auditive du cortex cérébral.

### Organes de l'audition

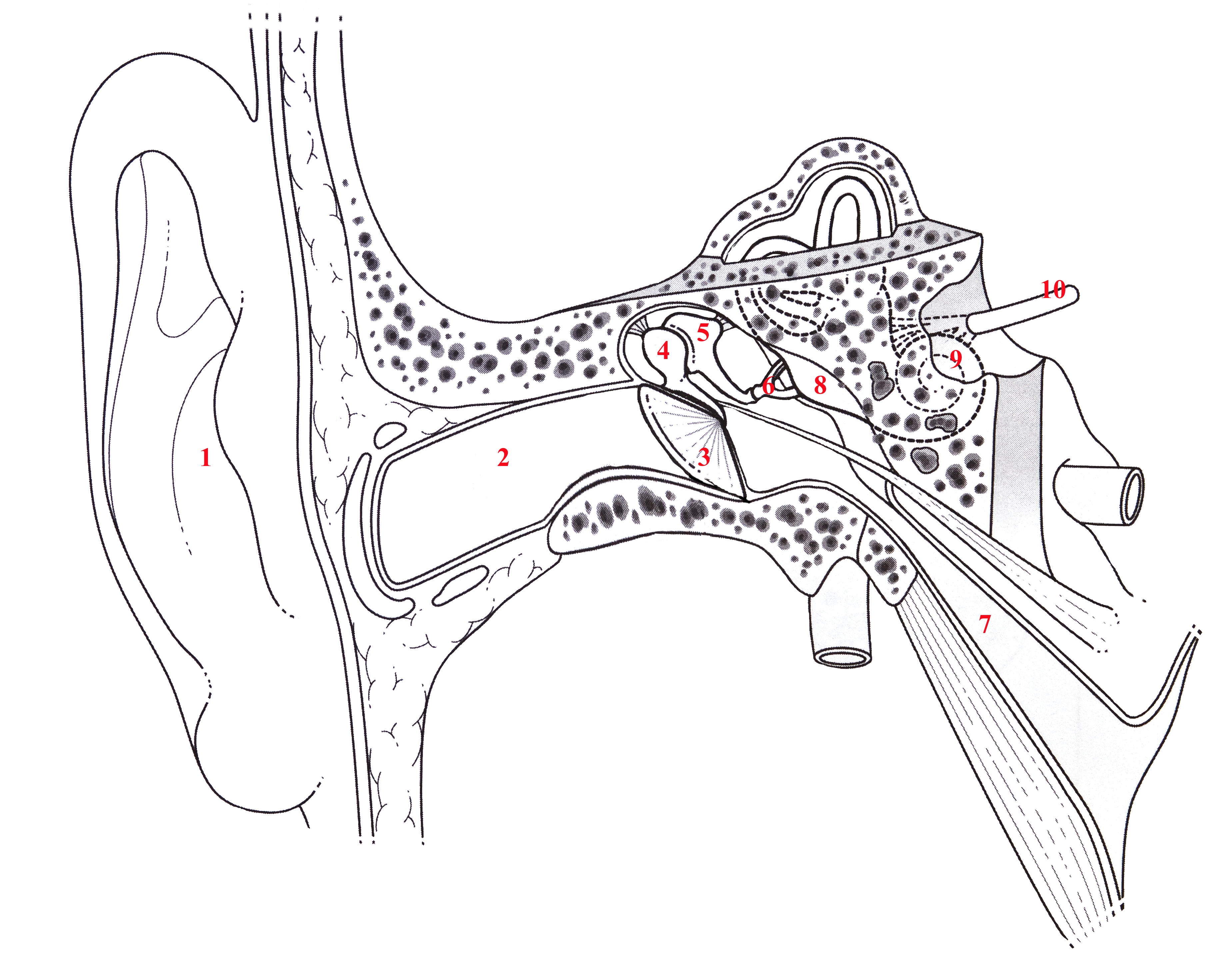
Schéma de l'oreille : 1) Pavillon 2) Conduit auditif externe 3) Tympan 4) Marteau 5) Enclume 6) Étrier 7) Trompe d'Eustache 8) Oreille interne 9) Cochlée 10) Nerf auditif

#### L'oreille externe (OE)
L'oreille externe est constituée du pavillon et du conduit auditif externe. Le pavillon capte les ondes acoustiques, il les transmet vers le conduit auditif externe. Le pavillon, par sa géométrie, permet d'avoir une audition pourvue de directivité dans le sens vertical.
Le pavillon amplifie de quelques décibels les fréquences voisines de 5 kilohertz (kHz), le conduit auditif externe amplifie d'une dizaine de décibels celles autour de 2,5 et 4 kHz. L'effet total du corps (épaules, tête) et de l'oreille externe engendre globalement une amplification qui va de 5 à 20 décibels entre 2000 et 7 000 Hz[réf. souhaitée].

#### L'oreille moyenne
Située dans une cavité osseuse du crâne (toujours en milieu aérien) côtoyant l'oreille interne, elle lui transmet vers l'oreille interne les variations de pression acoustique en provenance de l'oreille externe, tout en adaptant l'impédance acoustique. Dans le milieu liquide de l'oreille interne, l'amplitude des mouvements est diminuée, leur force augmentée.
L'oreille moyenne comprend le tympan, et la chaîne des osselets.
Le tympanLe tympan une membrane qui sépare l'oreille interne de l'oreille externe. La face externe est soumise aux vibrations transmises par le conduit auditif, tandis que la trompe d'Eustache, communiquant avec le nasopharynx, maintient la face interne à la pression atmosphérique. Le son fait vibrer le tympan.
La chaîne des osseletsEn premier lieu, saisissant les déplacements du tympan, le marteau transmet son énergie à l'enclume qui, en second lieu, réalise une démultiplication des mouvements qui seront appliqués à l'étrier.
Deux muscles antagonistes influencent l'amplitude d'entrée des sons dans l'oreille moyenne :
- le muscle du marteau a un rôle d'amplification, en poussant vers l’intérieur la chaîne des osselets vers l'oreille interne ;
- le muscle de l'étrier va au contraire désengager la chaîne des osselets. Il est le vecteur d'un réflexe précieux, le réflexe stapédien qui a une fonction de protection très importante. L'atténuation reste relativement faible (environ dix à 15 dB, variable selon les fréquences).

#### L'oreille interne (OI)
L'oreille interne logée dans le labyrinthe osseux, renferme deux organes indissociables :
- l'organe vestibulaire est apparu avant la cochlée au cours de l'évolution, et lui est resté intimement associé, bien qu'il n'ait a priori aucun rôle dans l'audition. Le vestibule est l'organe responsable de notre perception de l'équilibre. Il est composé de l'utricule, qui permet la détection des mouvements linéaires horizontaux, du saccule qui assure la perception des mouvements linéaires verticaux et des canaux semi-circulaires, qui assurent la perception des mouvements de rotation ;
- la cochlée organe de l'audition. Le limaçon est un long cône enroulé en spirale et divisé en trois parties dans l'axe de sa longueur: la rampe vestibulaire, la rampe tympanique, et le canal cochléaire.

La rampe vestibulaire (scala vestibuli)Remplie de périlymphe, cette rampe est séparée du canal cochléaire par la membrane de Reissner. On trouve à sa base la fenêtre ovale sur laquelle est appliquée la platine de l'étrier. C'est par cette mince paroi souple qu'entrent les vibrations dans le périlymphe, se propageant de la base (le vestibule) vers le sommet (apex).
La rampe tympanique (scala tympani)Séparée du canal cochléaire par la membrane basilaire, la rampe tympanique contient également de la périlymphe, et se trouve reliée à la rampe vestibulaire par l'helicotréma à l'apex de la cochlée. Les vibrations provenant de la rampe vestibulaire passent dans la rampe tympanique par l'hélicotréma puis se propagent jusqu'à la base de la cochlée, où elles stimulent la fenêtre ronde, qui subit des déformations opposées à celles imposées par l'étrier à la fenêtre ovale.
Le canal cochléaire (scala media)C'est la rampe centrale de la cochlée, comprise entre les rampes tympanique et vestibulaire. Le canal cochléaire est rempli d'endolymphe, et séparé des rampes vestibulaire et tympanique respectivement par la membrane de Reissner et la membrane basilaire. Le canal cochléaire contient l'organe de Corti, l'élément sensoriel de l'audition, qui est stimulé mécaniquement par les vibrations se propageant à l'intérieur des rampes cochléaires. Plus précisément ce sont les différences de pression entre les rampes vestibulaire et tympanique qui agissent sur l'organe de Corti.

##### L'organe de Corti
L'élément sensoriel de l'audition est l'organe de Corti. Cet organe est enfermé dans le canal cochléaire, et baigne dans l'endolymphe. Supporté par la membrane basilaire, l'organe de Corti s'étend tout le long de la cochlée et contient des milliers de cellules sensorielles ciliées (24 000 par oreille) reliées à des fibres nerveuses provenant du nerf auditif. Les cellules ciliées possèdent une organisation spatiale remarquablement élaborée en trois dimensions, rendue possible par un arrangement spécialisé de cellules de soutien et de membranes.
On distingue deux types de cellules sensorielles ciliées :
- les cellules ciliées internes (CCI), reliées principalement à des fibres nerveuses afférentes, ont un rôle de détection et communiquent au cerveau la présence de vibrations dans l'organe de Corti en réponse à des stimulations sonores ;
- les cellules ciliées externes (CCE), environ trois fois plus nombreuses que les cellules internes, reliées à des fibres efférentes, sont impliquées dans un mécanisme de rétrocontrôle actif ayant pour fonction d'amplifier les vibrations détectées par les cellules ciliées internes. Les CCE sont essentielles pour la sensibilité de l'oreille et son pouvoir de discrimination en fréquence.

On compte le long de la cochlée humaine environ 3 500 cellules ciliées internes et 12 500 cellules ciliées externes, qui sont reliées à environ 35 000 fibres nerveuses.
Une propriété de base de l'organe de Corti est qu'il effectue une analyse en fréquence des stimulations sonores. En réponse à une fréquence donnée, les différentes portions de l'organe le long de la cochlée vibrent avec des amplitudes différentes. Les régions basales répondent aux fréquences élevées (dans les aigües), tandis que les régions proches de l'apex répondent aux basses fréquences (dans les graves). Il y a une gradation continue de la fréquence de réponse de la base vers l'apex ; c'est ainsi la position d'une cellule ciliée le long de la cochlée qui détermine la fréquence à laquelle cette cellule montre une sensibilité maximale. On parle de l'« organisation tonotopique » de la cochlée.
Le principal mode de stimulation de l'organe de Corti en réponse au son met en jeu les vibrations de la membrane tympanique qui sont transmises à l'endolymphe du canal cochléaire par la chaîne des ossicules de l'oreille moyenne. Ces vibrations mettent en mouvement la membrane basilaire, puis les cellules ciliées par l'intermédiaire des cellules de soutien. D'autres modes de stimulation sont cependant possibles, le plus notable étant la perception auditive par conduction osseuse, où les cellules ciliées sont stimulées directement par les vibrations de l'os crânien.
Les sons détectés par l'oreille interne sont transmis au cerveau sous la forme d'impulsions nerveuses. L'intensité du son perçu est fonction de la vitesse de répétition des impulsions, tandis que sa fréquence implique l'identification des fibres nerveuses qui transmettent les impulsions.

### Les voies auditives
Les cellules ciliées stimulées vont déclencher un potentiel d'action au niveau des axones du nerf auditif (nerf vestibulocochléaire, VIIIe paire des nerfs crâniens). Les voies auditives sont nombreuses et complexes. Les axones qui parcourent le nerf auditif font synapses avec les noyaux cochléaires ipsilatéraux (du même côté) dans le tronc cérébral. À partir des noyaux cochléaires partent des projections vers les olives supérieures au même niveau. Les axones des neurones olivaires projettent par le lemnisque latéral sur les colliculi inférieurs où ils font synapses avec des neurones qui se projettent sur les corps genouillés médians du thalamus. C'est à partir de là qu'ils seront envoyés au cortex auditif primaire. Il est bon de remarquer que les signaux sont transmis sur les deux cortex auditifs (ipsilatéral et controlatéral). Et que cette transmission d'information le long des voies nerveuses conserve l'organisation tonotopique.

## Étude de la perception auditive

### Limites de la perception auditive
Les explorations les plus simples et les plus anciennes de la psychoacoustique ont recherché les limites des perceptions auditives pour les êtres humains.

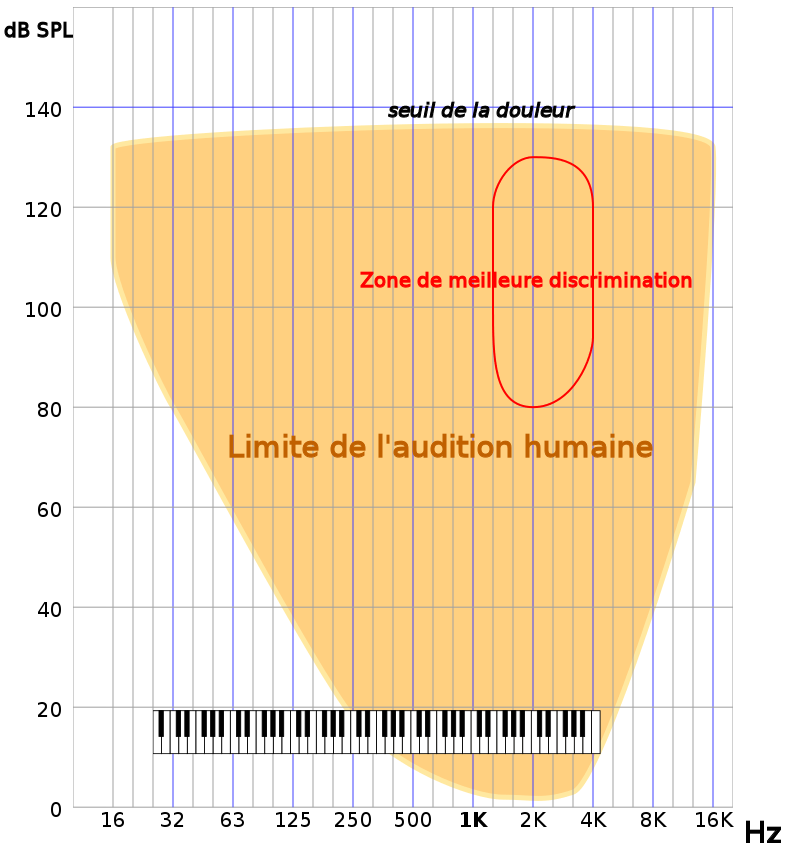
Limites en fréquence et en intensité des sons audibles. La zone d'acuité maximale est celle où la distinction entre des sons proches en hauteur ou en intensité est la plus fine.

IntensitéL'oreille humaine la plus sensible perçoit des sons correspondant à une pression acoustique d'environ 20 micropascals (0 dB SPL), tandis que les pressions dépassant 20 Pa (120 dB SPL) peuvent causer une sensation douloureuse, et des lésions de l'oreille. L'intensité perçue s'appelle la sonie.
FréquencesLe domaine des fréquences sonores perceptibles s'étend, dans les meilleurs cas, de 16 Hz (son grave) à environ 16 000 Hz (son aigu) (Chouard 2001, p. 87). La discrimination entre deux fréquences voisines est bonne jusqu'à environ 4 000 Hz. La musique occidentale s'est surtout préoccupée de cette perception, et l'appelle hauteur d'un son.
DirectionL'audition discerne, grâce à la combinaison des sons arrivant aux deux oreilles, la direction d'origine du son. Cette perception s'appelle la localisation auditive.
TempsLa perception auditive requiert un certain temps. Les sons de moins d'un dixième de seconde sont mal déterminés pour ce qui est de leurs trois autres caractéristiques. La perception s'affine lorsque la durée augmente, jusqu'à atteindre la meilleure finesse, à partir d'une demi-seconde environ.
Les limites, les performances et les fonctions peuvent être très différentes pour d'autres espèces animales.

### Paradoxes de l'audition
L'audition est un acte volontaire. Les sujets orientent leur attention et sont capables de suivre un flux sonore au milieu de plusieurs autres, comme en témoigne l'effet cocktail party ou la capacité d'écouter un instrument en particulier dans un ensemble musical. L'ensemble des caractéristiques de la perception jouent dans cette audition sélective, ainsi que la mémoire auditive.
L'interprétation des influx nerveux que le son provoque dans les oreilles est un processus impliquant plusieurs régions cérébrales. L'adaptation auditive, les effets de masque, les illusions auditives illustrent la complexité de la compréhension du son.

## Évaluation des capacités auditives: l'audiométrie
L'audiométrie est l'ensemble des méthodes utilisées pour mesurer les capacités auditives d'un individu, et donc éventuellement diagnostiquer une surdité. On mesure la réponse de la personne à des stimulus de fréquence et de niveau bien déterminés.
L'audiométrie tonale utilise des sons purs de durée constante présentés à une oreille par un casque d'écoute. La personne qui subit l'examen doit appuyer sur un bouton si elle entend quelque chose. Il en résulte un tableau des seuils d'audition à diverses fréquences, souvent par octave, de 125 à 8 000 Hz. On exprime souvent le résultat en décibels par rapport à un seuil de référence correspondant à la capacité auditive d'un individu moyen et sain, selon son âge. Quand c'est le cas, on indique qu'il s'agit de dB HL (pour Hearing Level). Des normes internationales permettent la comparaison entre épreuves audiométriques. L'audiogramme présente ces résultats le plus souvent sous la forme d'un histogramme.
En cas d'anomalie, cet examen doit être répété en conduction osseuse, réalisée en venant exciter la cochlée par l'os temporal situé derrière le pavillon, pour détecter des problèmes de surdité de transmission, souvent liés à des déficiences ou des infections de l'oreille moyenne.
L' audiométrie vocale se pratique selon les mêmes principes que la précédente et peut également être faite par conduction osseuse ; mais les stimuli sont des listes de mots ou de syllabes.
Si l'examen subjectif détecte une pathologie, des mesures objectives permettent de préciser le diagnostic, sans la participation consciente du patient :
- mesure d'impédance ;
- PEA (Potentiels Évoqués Auditifs) ;
- ASSR (Auditory Steady State Response) ;
- OEA (otoémissions acoustiques provoquées [OEAP] ou spontanées [OEAS]).

### Influence de l'âge sur la perte d'audition
En avançant en âge, l'audition va baisser naturellement du fait de la disparition progressive des cellules ciliées externes (de l'oreille interne). C'est ce que l'on appelle la presbyacousie. On constate une perte principalement dans les aigües (fréquences supérieures à 2 000 Hz). De ce fait, les hautes fréquences (jusqu'à 20 kHz) perçues au cours de la jeunesse sont de moins en moins bien entendues jusqu'à ne plus être perçues du tout.
La perte d'audition à différentes fréquences sous l'influence de l'âge varie selon les sources citées. Cela s'explique aisément par le fait que de grandes variations sont observées dans la population et beaucoup de facteurs interviennent en plus de l'âge des individus. Il n'est pas rare de voir des musiciens âgés avec des oreilles de jeune homme, tout comme il existe des jeunes avec des oreilles prématurément dégradées par des expositions répétées à des sons trop forts tels que ceux des concerts ou de discothèques[réf. souhaitée].
Le Pr Raufaste a montré qu'il existe aussi, de manière plus difficile à comprendre du point de vue physiologique, une augmentation de la fréquence limite de perception des graves.

### Pertes d'audition dues au bruit
Les pertes d'audition dues au bruit dépendent à la fois de la durée d'exposition et de l'intensité du bruit. On désigne ici tous les sons comme du « bruit » et pas seulement ceux qui sont désagréables. Ainsi, écouter de la musique au casque à plein volume ou bien regarder les avions décoller de l'aéroport a exactement le même effet sur les cellules auditives. Il convient peut être de nuancer cette constatation. Le Pr Pierre Josserand, tentant de la quantifier a fait passer un audiogramme à des instrumentistes de hard rock avant et après leur répétition. Il avait posé l'hypothèse que, vu les amplitudes utilisées (à l'aide d'amplificateurs importants), l'audiogramme post-répétition serait détérioré, statistiquement parlant, par rapport à l'audiogramme ante-répétition. L'hypothèse de départ n'a pu être confirmée. Elle était vérifiable seulement sur quelques individus exceptionnels mais non sur l'ensemble de la population. Josserand a interprété ce résultat comme l'indication d'un effet protecteur de l'attention des musiciens et du fait qu'avant tout son excessif, leur oreille était « préparée » car c'est eux-mêmes qui étaient à l'origine de ce son.
Les effets d'un bruit excessif et/ou impulsif sont différents de ceux de l'âge. Avec l'âge, l'oreille devient moins sensible aux hautes fréquences alors que l'exposition au bruit diminue surtout la sensibilité autour de 3 à 4 kHz, fréquence où l'oreille intègre est la plus sensible. On observe alors une « encoche » ou « scotome auditif » sur la bande des 4 000 Hz de l'audiogramme. Ce type de perte d'audition se rencontre très fréquemment chez les utilisateurs d'armes à feu. Il est caractéristique des personnes exposées aux sons forts et percussifs, surtout lors d'un usage insuffisant de protections auditives adéquates (casque antibruits)…